# Лорш
Лорш (нім. Lorsch) — місто в Німеччині, знаходиться в землі Гессен. Підпорядковується адміністративному округу Дармштадт. Входить до складу району Бергштрасе.
Площа — 25,24 км2. Населення становить 13 831 ос. (станом на 31 грудня 2020).